# Acadia No 34
Le district municipal d'Acadia No 34 (anglais : Acadia No. 34) est un district municipal de 495 habitants en 2011, situé dans la province d'Alberta, au Canada.

## Communautés et localités
Hameaux
- Acadia Valley

Localités
- Acadia
- Arneson
- Haven

## Démographie
| 2001 | 2006 | 2011 | 2016 |
| ---- | ---- | ---- | ---- |
| 512  | 545  | 495  | 493  |